# 傳統主義西班牙國家工團主義進攻委員會方陣
傳統主義西班牙國家工團主義進攻委員會方陣（西班牙語：Falange Española Tradicionalista y de las Juntas de Ofensiva Nacional Sindicalista，缩写为FET y de las JONS）是西班牙历史上的一个极右翼政党。1937年4月19日，西班牙长枪党（西班牙国家工团主义进攻委员会方阵）和卡洛斯主义政党传统主义团契合并为傳統主義西班牙國家工團主義進攻委員會方陣。该党作为西班牙执政党及唯一的合法政党直至1977年被取缔。